# Nacionalizem
Nacionalizem je ideologija in gibanje, ki se zavzema za interese naroda z namenom pridobitja in ohranjanja suverenosti (samouprave) nad svojo domovino. Zavzema se tudi za to, da bi se vsak narod sam upravljal brez zunanjega vmešavanja (torej za samoodločbo). Prizadeva si k oblikovanju in ohranjanju enotne nacionalne identitete, ki temelji na skupnih družbenih značilnostih, kot so kultura, etnična pripadnost, geografska lega, jezik, politika, religija, tradicija in skupna zgodovina. Nacionalizem si zato prizadeva ohraniti in spodbujati tradicionalno kulturo naroda, zato so kulturni preporodi povezani z nacionalističnimi gibanji. Pogosto se kombinira z drugimi ideologijami, kot sta konservatizem (nacionalni konservatizem) ali socializem (socialistični nacionalizem).
Nacionalni simboli in zastave, himne, jeziki, miti in drugi simboli nacionalne identitete imajo velik pomen v nacionalizmu.

## Vrste nacionalizma

### Civilni nacionalizem
Civilni nacionalizem definira narod glede na skupno državljanstvo, državne vrednote in ustavo. Civilni nacionalizem je prevladoval pri nastanku držav Zahodne Evrope - ti narodi so nastali iz etnično, jezikovno in kulturno raznolikih ljudstev, ki pa so se znašla v skupni državi ter so morala prevzeti skupno kulturo, jezik in državljanstvo.

### Etnični nacionalizem
Etnični nacionalizem definira narod glede na skupno etnično pripadnost, dediščino in kulturo. Z etničnim nacionalizmom so nastale države Srednje in Vzhodne Evrope na podlagi težnje narodov po samoodločbi.

## Nacionalizem v družboslovju
Nacionalisti, torej pripadniki te ideologije, si prizadevajo ohraniti to družbeno razliko, nacionalno identiteto in pripadnost. Mogoče je zagovarjati stališče, da nacionalizem kot politična doktrina ni obstajal pred 18. stoletjem in da je nastal šele z nastankom nacionalnih držav (ang. nation states). V znanosti prevladuje mnenje, da se je nacionalizem kot množična ideologija pojavil šele v obdobju francoske revolucije. Tudi beseda se je prvič pojavila v francoščini leta 1798, ko jo je zapisal francoski menih, nasprotnik revolucije in teoretik zarote Augustine Barruel.
V družboslovju je nacionalizem večkrat razumljen kot umetni konstrukt, kot parazitska ideologija, saj je večkrat nemogoče najti značilnosti, ki bi bile res skupne vsem članom določene družbe, ki zase pravijo, da so pripadniki nacije. Tako je nacionalizem moč razumeti kor romantično zamisel, ki so jo razvili intelektualci, promotorji nocije o nacionalnem jeziku, ljudskem izročilu in nacionalni identiteti. To so pogosto tudi novodobne značilnosti politične skrajnosti in ksenofobije.
Nacionalizem je težaven tudi, saj se prav tako napaja z desnice, a za razliko od konzervatizma ali monarhizma, svojo upravičenost dokazuje predvsem kot zaščito pripadnikom nacije, torej državljanom na podlagi dejstva, da je ljudstvo samo suveren, ki postavlja zakone. Ob še bolj izraženi distinkciji med narodom in nacijo pa zaščiti predvsem pripadnike izbrane etnične skupnosti med državljani. Kritike nacionalizmu so praviloma posledica, da se oseba v kriznem obdobju ne sme le nasloniti na svojo nacionalno pripadnost, temveč se prilagoditi novim razmeram. Nacionalizem praviloma pridobi močno podporo ob visoki brezposelnosti in nezadovoljstvu prebivalstva in negotovi ekonomski prihodnosti. Povezava med skrbjo za slabopreskrbljene in nacionalizmom, ob podrejanju sindikatov in vidnim korporativizmom, se imenuje nacionalsocializem ali tudi fašizem, ureditev, ki je bila še posebej v Italiji in Nemčiji povezana tudi z izrazitim militarizmom in nasprotovanju sindikalnim povezavam.
Nacionalizem je izrazito podprt v časih, ko volilno telo potrebuje močno osebnost s katero se lahko identificira, oziroma ima na voljo dovolj trdno civilno družbo, da z njo lahko rešuje vse tekoče zaplete, ni pa interes okrepiti finančno ali trgovsko elito. Največji izziv nacionalizmu je, saj se mora kosati z interesi sosednjih držav in gospodarskimi povezavami, ne da bi se počutilo prebivalstvo ogroženo ob novostih. Praviloma je najlažje uveljavljati nacionalistične težnje ob enotnem predstavniškem telesu, skupščini ali zboru.

## Vrednotenje nacionalizma
Nacionalizem je praviloma v družboslovju izrazito kritizirana ureditev, saj znotraj politične ureditve ponuja več težav kot rešitev. Zahteva inkluzivno odgovorno družbo z jasnimi družbenimi pravili in finančno in politično odgovornostjo. Zloraba iz strani vseh teh predvidevanj vodi v izpraševanje pripadnosti naciji oziroma izločanju škodljivca, kateremu so bile odgovornosti zaupano v imenu nacije. Gre za prenapeto ureditev, ki le redko lahko traja dolgo in menja pri tem veliko različnih voditeljev. Praviloma uspeva najlažje, če je tesno povezana z versko ali etično mrežo, če se da brez mednarodnih povezav. Tako je Mormonska cerkev trdno povezana z nacionalisti ZDA. Nekateri trdijo, da ima podobno vlogo tudi ortodoksna cerkev, ki je tudi v osnovi nacionalna.
Nacionalizem pa je lahko tudi izredno uspešna ureditev, saj promovira pozitivne vrednote tako v gospodarstvu kot v družbenih dejavnostih, ne prepušča ljudi na obrobje, se loteva učinkovito lokalnega kriminala in ne prepušča drugih kriminalnih združb v svoje okolje. Veliko vlaga tako v vzgojo, gospodarstvo in državljane v želji po vzgoji odgovornih članov družbe. 
Nacionalizem je lahko izrazito zaprta neglobalna ureditev, kar pomeni, da se v finančnem sektorju opira na netvegane naložbe in skrbi za varnost investitorjem in visoko informiranost o finančnih poslih. Praviloma to ustavlja podjetniško pobudo, saj investicije ob garantiranih donosih le redko preidejo v tveganje. Podjetniki, ki tvegajo ob določenem riziku premoženje, torej morajo znotraj svoje družbe pričakovati pokritje ali vsaj oporo. Praviloma je tako podjetništvo povezano z novimi tehnologijami, inovacijami in intenzivno podporo znanosti. Nacionalizem v odnosu do znanosti ima tudi težave s financiranjem univerz, saj so zaradi nacionalnega pomena podprta z javnih sredstev. Znanstvenik mora tako s podjetniško pobudo prislužiti presežek, kar je njegovo znanje ali pa najti drug način, da upraviči svoj obstoj. Podobno velja tudi glede umetnosti, akademije, javne uprave.  
Zaradi visoke pretočnosti idej, kapitala in delovne sile je nacionalizem težko uveljavljati ob nezainteresiranem prebivalstvu. Anemija, duševne bolezni, izražanje nemoči in upočasnjenje delovanja družbe so tako kot znak družbenega mnenja zasmehovani in predstavljajo neučinkovitost, neekonomičnost vedenja. Nekatere tovrstne motnje postanejo tudi družbeni fakt med vladajočimi, saj nacionalizem hitro zbudi šovinizem, nezaupanje v tujce in nezaupanje v lastne sposobnosti ob velikem številu novosti. Ob nenehnem vlaganju v izobraževanje, javno zdravstvo in dvigovanje kakovosti storitev se lahko veliko kritik nacionalizma opusti, a med ureditvami prepušča izredno veliko odgovornosti državljanom samim v interakciji z oblastmi. 
Nacionalizem je izredno občutljiv ob vprašanjih varnosti, vojaških vprašanj, saj v ureditvi ni prave odgovornosti za vladnega funkcionarja, ki zlorabi zaupanje naroda ali njegovega gospodarstva, večina varnostnih funkcij je namreč izrazito strokovnih in nepolitičnih, individualna odgovornost torej po sami ureditvi ne bi bila primerna, oseba pa bi bila tako predvsem predmet kazenskega postopka, tudi v primeru korporativnega vohunstva. Nacionalizem je težaven tudi zaradi pojavnosti, saj je praviloma pojavlja v podobi ene stranke ali organizacije, vodi jo en sam vodja, disciplina članstva je visoka. Ker so pomemben del oblasti tudi varnostna vprašanja, se mora ta stroga organizacija odločati demokratično in neodvisno od vodstva glede takšnih vprašanj.  

## Značilnosti
Ker je nacionalizem mogoče zaslediti tako v demokraciji kot v fašizmu in komunističnih gibanjih, nekateri družboslovci menijo, da ni mogoče najti splošne teorije nacionalizma.
Tako je nemogoče poiskati enotno opredelitev tega fenomena, vendarle pa je v sodobni družboslovni znanosti dosežen konsenz, da ima nacionalizem naslednje značilnosti:
- temelji na zahtevi, da naj oblast deli enako kulturno identiteto kot vladani,
- kulturni nacionalizem, ki teži k ohranjanju in ponovni oživitvi tradicije (npr. jezika), je podlaga za politični nacionalizem, ki teži k samoodločbi naroda in politični nadvladi;
- sodobni sistemi množičnega komuniciranja pripomorejo k razširjanju združevalnih nacionalističnih ideologij;
- nacionalistične ideologije so zanimive predvsem za podrejene razrede, ker nudijo elemente varovanja pred nepripadniki nacije;
- nacionalizem je bil sredi dvajsetega stoletja povezan predvsem z dekolonizacijo in gospodarskim razvojem držav v razvoju;
- proti koncu dvajsetega stoletja pa so se predvsem v Vzhodni Evropi pojavili nacionalizmi, ki temeljijo predvsem na etničnih in verskih razlikah.